# Ruční vozík

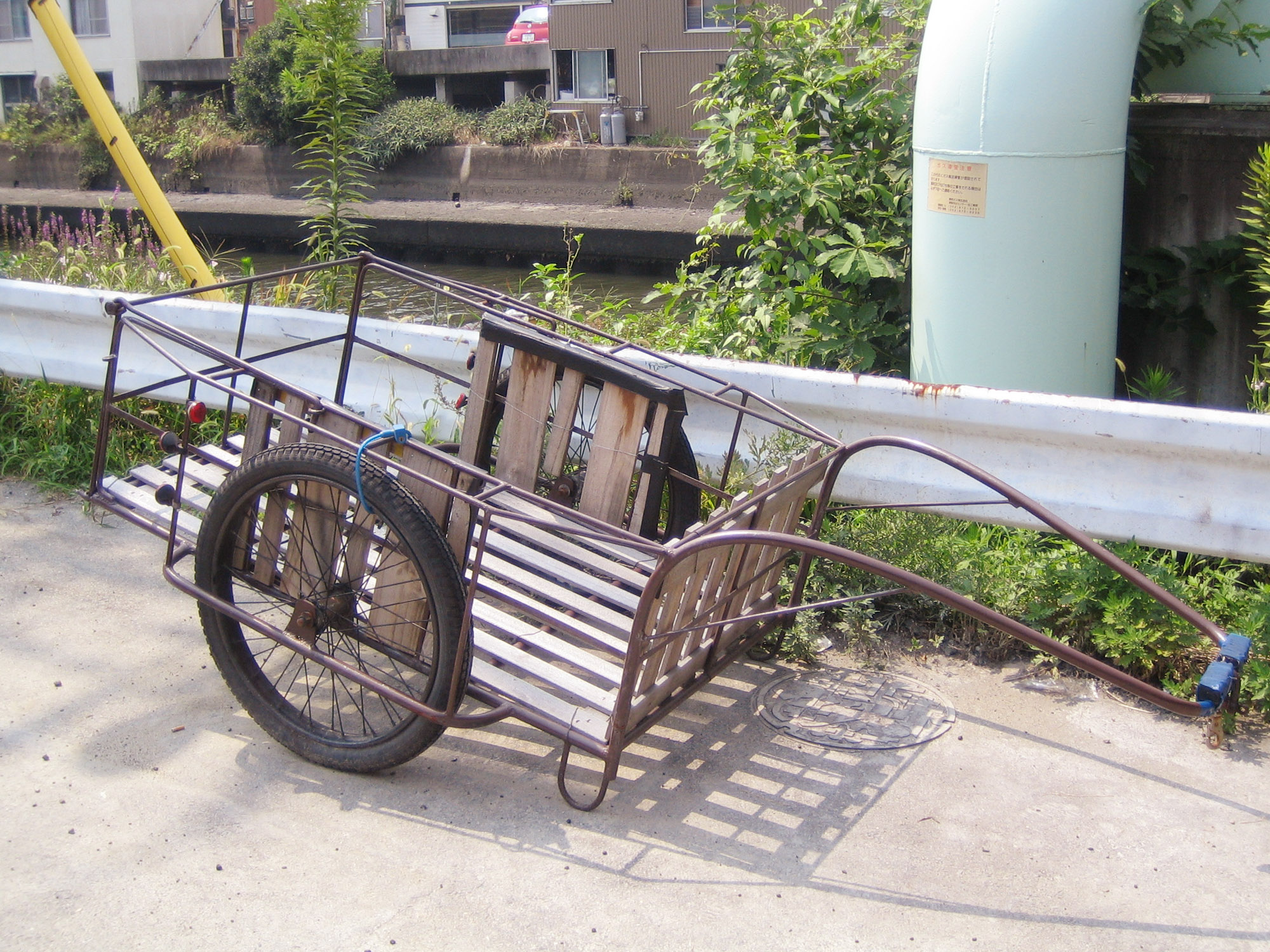
Dvoukolák

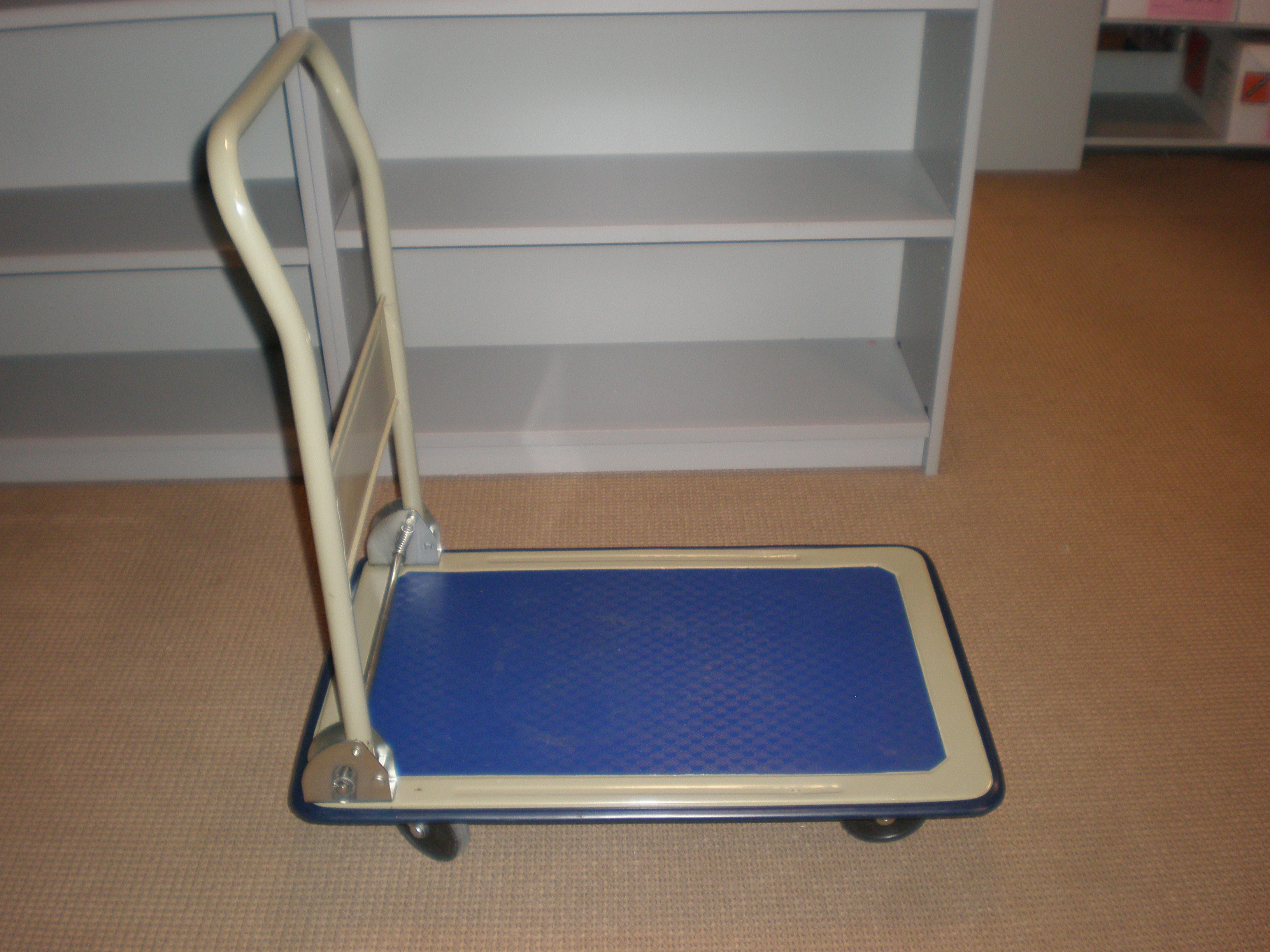
Plošinový vozík

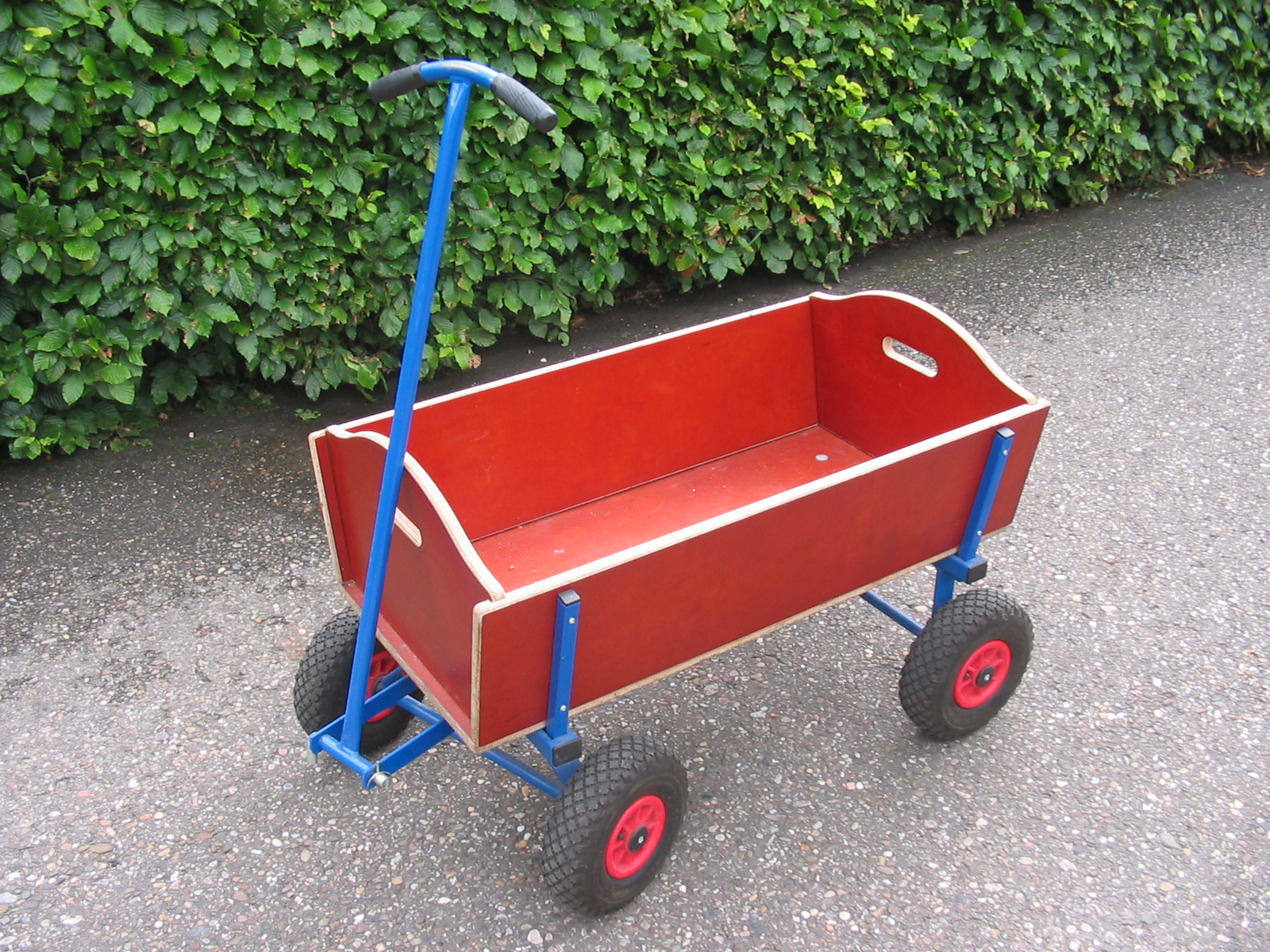
Dětský vozík s ojkou

Ruční vozík je ručně řízené lidskou silou poháněné vozidlo užívané zpravidla pro přepravu menších nákladů. Ruční vozíky mohou být jednokolové, dvoukolové i vícekolové. Je-li ruční vozík použit v silničním provozu, od určité šířky (60 cm ) je považován za nemotorové vozidlo, do této šířky je osoba vedoucí nebo táhnoucí takový vozík považována za chodce. 

## Koncepce ručních vozíků
- trakař, kolečko: zpravidla jednokolové vozidlo, které je na jednom konci vezeno kolem, na druhém konci neseno rukojeťmi jako nosítka.
- dvoukolák – krabicovitá korbička z tenkých kovových trubek, dvě samostatně zavěšená kola. Dno korbičky je níže, než osa kol. To dává dvoukoláku vynikající stabilitu i při naložení nesouměrného nákladu. Prostor mezi trubkami je vyplněn pletivem nebo zcela bez výplně a dvoukolák má pouze pevné dno. Menší kola jsou často z plastu s kluznými ložisky a plnou gumovou obručí. Kola většího průměru mohou být s pneumatikami, drátěným výpletem a kuličkovými ložisky. Mechanicky se dvoukolák chová jako páka s osou v ose kol. Část hmotnosti tedy nese i obsluha dvoukoláku. Dvoukolák nemůže stát samostatně, má opěru (ostruhu) pro udržení stability při parkování. Řízení i dopředný pohyb zajišťuje obsluha pomocí trubkového madla. Standardním způsobem obsluhy je tlačení před sebou, případně v závěsu za jízdním kolem.
- plošinový vozík – plošinka na čtyřech kolech, dopředný pohyb je zajišťován pomocí madla nebo ojky. Plošinka je rám z trubek nebo profilů, vlastní ložná plocha je z plechu nebo překližky. Kola jsou vždy pod plošinkou, musí být malých rozměrů. Mohou být použita i zdvojená kolečka. Kola na straně obsluhy jsou volně otočná kolem svislého čepu a u některých typů je lze zabrzdit. Kola jsou často jen s gumovou obručí, méně často na pneumatikách, existují celoplastová kola obdobné konstrukce jako u in-line bruslí. Každé kolo je uloženo samostatně. Pro provoz v potravinářských a zdravotnických zařízeních bývají nabízena jako zvláštní výbava kola s obručemi z bílé gumy. Provedení s madlem obsluha tlačí před sebou, provedení s ojkou se táhne za sebou. V minulosti se vyrábělo provedení, ve které ojka s předním dvojkolím byla samostatná. Plošinka měla vzadu dvě kola, vpředu dvě opěry. Tím bylo zajištěno spolehlivé stání na místě a ojka nepřekážela při případném nakládání vozíku. Rozměrově jsou tyto vozíky přizpůsobeny rozměrům přepravek nebo palet. Od plošinových vozíků mohou být odvozeny ohradové verze. Ohrada slouží k rychlému nakládání lehkých předmětů. Jinak se tento vozík ovládá stejně jako základní plošinová verze.
- vozík s pomocnou konstrukcí – je odvozen od plošinového vozíku, má velmi malá kola a nejčastěji trubkovou nástavbu pro uložení nebo zavěšení nákladu. Určen pro provoz na rovném, hladkém povrchu.
  - servírovací vozík – jedna nebo více nad sebou umístěných plošinek pro transport jídel, nápojů a pomocného materiálu ve stravovacích zařízeních a hotelech.
  - úklidový vozík – ve spodní části uprostřed je nádoba (nádoby) na čisticí tekutinu, nahoře je pomocná konstrukce na zavěšení nástrojů, plošinky nebo koše na drobný materiál, vpředu je zavěšený pytel na odpad, případně na použité textilie. Využití pro profesionální pracovnice v úklidových profesích.
  - vozík pro dopravu oděvů – vysoká rámová konstrukce je určená pro zavěšení oblečení na ramínkách. Využití všude, kde je třeba manipulovat s velkým množstvím oblečení: výroba, obchod, kostýmy v zábavním průmyslu.